# پارس

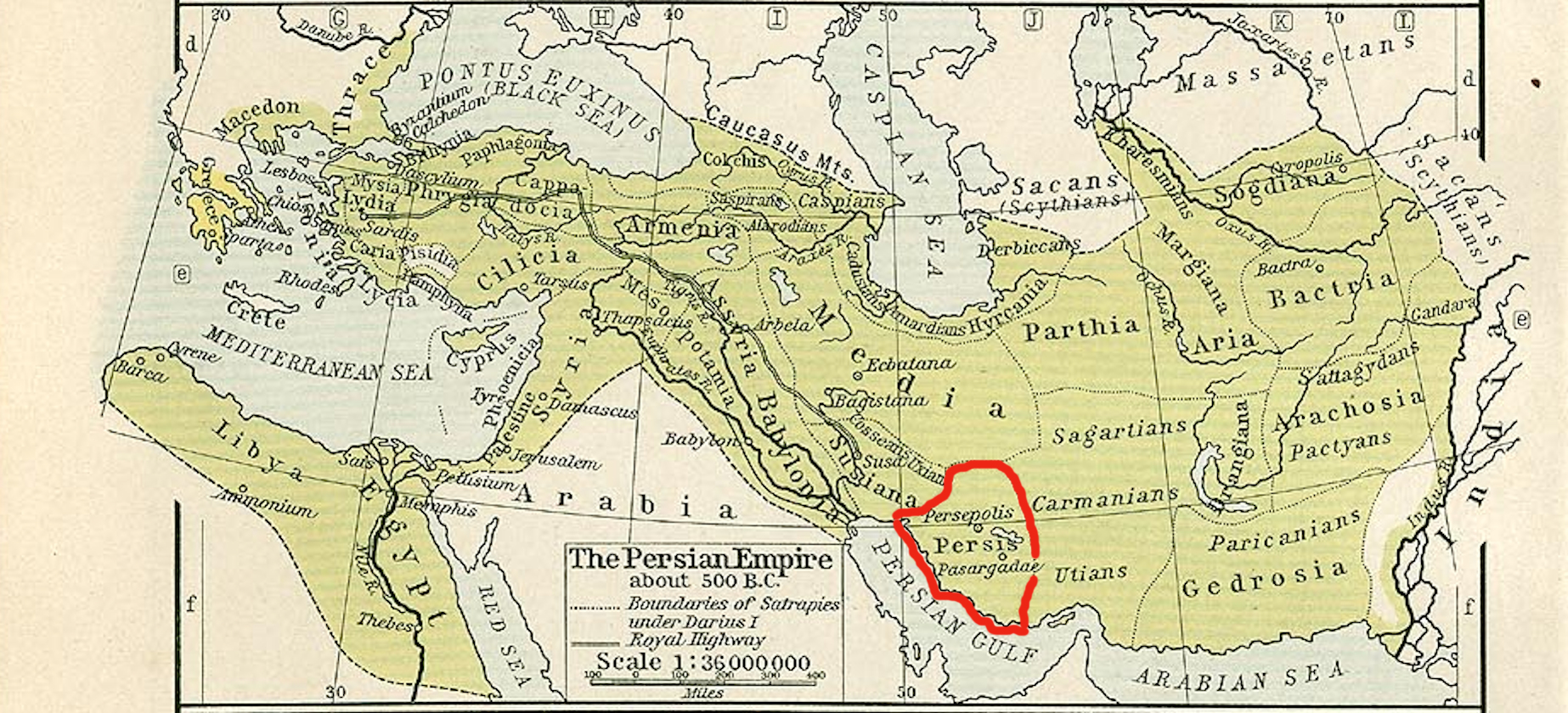
پارس بر روی نقشه

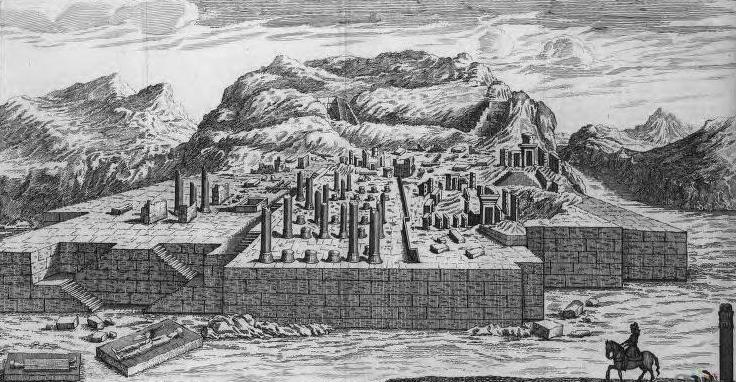
نمایی از تخت جمشید ترسیم شده در سدهٔ ۱۶ میلادی

پارس دارای چند معنی و مفهوم گوناگون است. پارس یکی در معنی نام قومی در فلات ایران بوده است و کاربرد دیگر آن نام ایالتی در جنوب غربی مرکز ایران و در مجاورت خلیج فارس که آن را پارسَه می‌نامیدند، و همچنین نام شاهنشاهی پارس که پارسیَه نام داشت تا پیش از به‌کارگیری نام ایران بوده است.
در شاهنامه بیشتر از ۷۲۰ بار نام ایران و ۳۵۰ بار نیز نام ایرانی و ایرانیان بکار رفته اما در دنیای غرب، در روم و یونان قدیم به جای ایران نام پرسیس را به کار می‌بردند و علت استفاده از این واژه این بود که یونانیان با اولین قوم ایرانی که آشنا شدند پارسیان هخامنشی بودند، در حالی که پارس از نظر جغرافیایی تنها یک ایالت ایران بوده است و در جغرافیای دوره اسلامی نیز به منطقه جنوب ایران گفته می‌شده است.
البته این سرزمین بارها بزرگ‌تر از استان کنونی فارس بوده است و سراسر کرانهٔ شمال خلیج فارس، هرمزگان، یزد، بخشی از اصفهان و بخشی از استان کنونی کرمان را نیز در بر می‌گرفته است. در قدیم همهٔ کرانهٔ خلیج فارس و دریای عمان با نام دریای فارس یا دریای پارس شناخته می‌شده است.
بر اساس آنچه در تقسیمات کتاب‌های دوره امپراتوری اسلامی (معجم البلدان و کتاب ابن حوقل، مقدسی، استخری و جغرافی‌نویسان اسلامی قرون وسطی) آمده است، ایالت یا «اقلیم فارس جنوب» ایران و کرانهٔ خلیج فارس که در غرب آن خوزیه (اهواز) و بصره (پسراه) و آپالو (ابله) و در شرق آن مکران، کرمانیا و در شمال‌شرقی آن خراسان وجود داشت.
عرب‌ها این منطقه را اقلیم فارس و مردم این منطقه را فارسی می‌نامیدند. اما اروپاییان در تمام دوره‌های تاریخی همه اقلیم‌های ایرانی را پارس و پرسیا نامیده‌اند. پارس‌ها قومی از نژاد آریایی بودند که با اسب‌ها و دام‌های خود در میان دشت‌ها و کوهستان‌های گرمسیری و سردسیری تردد می‌کردند. شاهنشاهی هخامنشی بر یکجانشینی این قوم تأثیر زیادی گذاشت.
پارت‌ها و پارس‌ها شیوه زندگی تقریباً یکسانی داشتند و بهترین اسب‌سواران زمان خود بودند.

## منطقه

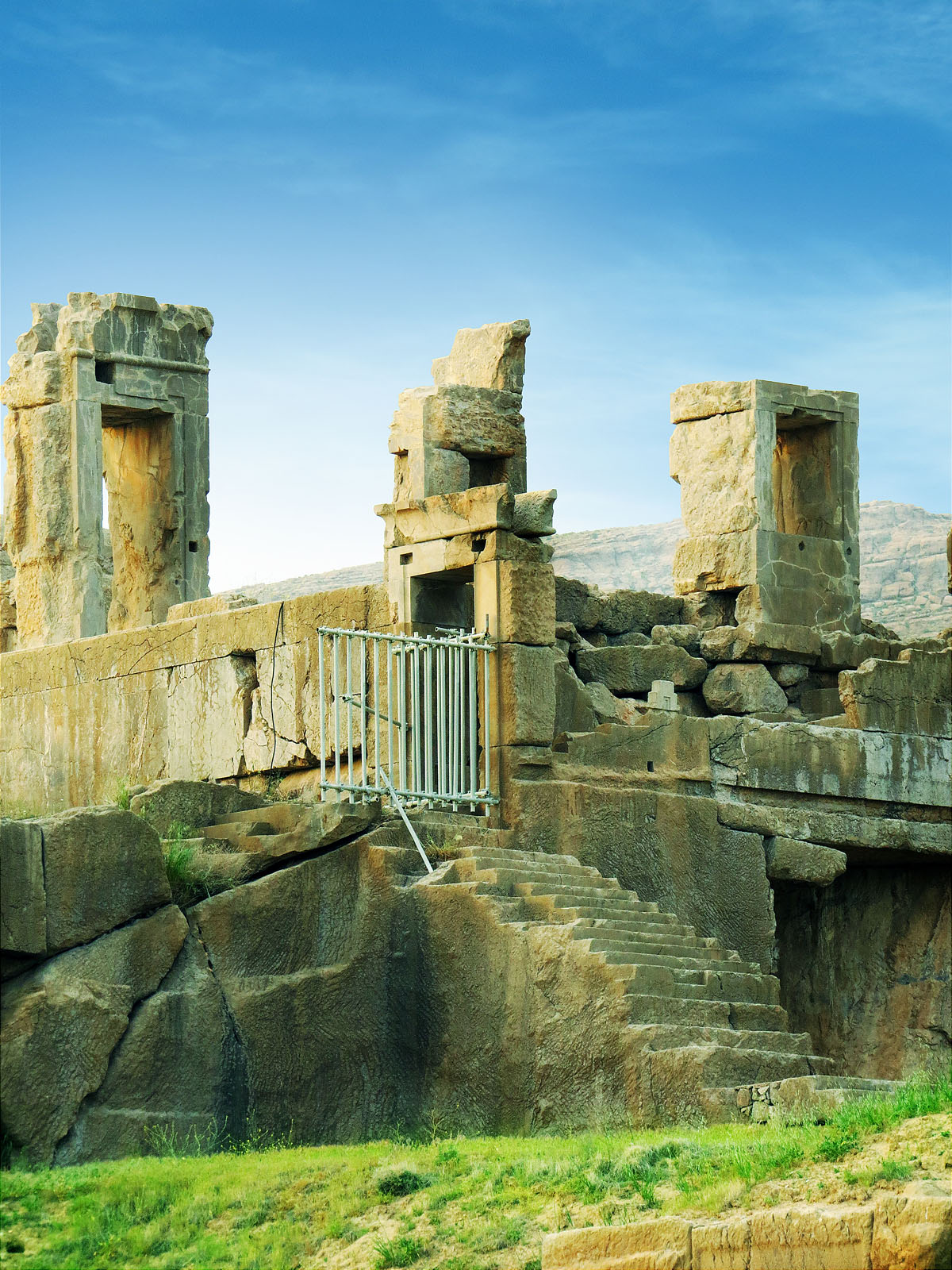
دیوار شرقی تخت جمشید

پارس یا فارس (اسم خاص) منطقهٔ وسیعی است که قسمتی از جنوب و جنوب غربی کشور ایران را فرا گرفته و تقریباً از یازده قرن پیش از میلاد مسیح محل زندگی قومی بنام پارس بوده و به همین مناسبت به پارس موسوم گردیده است.
بازمانده‌های پاسارگاد، استخر، تخت جمشید، تخت طاووس، نقش رستم، آثار فهلیان از دوره هخامنشی و بازمانده‌های دارابگرد، سیراف، شاپور، شهر گور و آثار جزیرهٔ بحرین از دوره ساسانیان، مسجد عتیق شیراز مربوط به دوره صفاریان، بند امیر و مدرسه خان شیراز از ساخته‌های عضدالدوله دیلمی و ابنیهٔ دیگر در حوالی شیراز از اتابکان فارس، بازار مسجد وکیل و موزه پارس و ده‌ها بنای دیگر از کریم خان زند، آرامگاه حافظ و بناهای بزرگ دیگر از دوران رضاشاه، آثار تمدن سه هزار سال در این سرزمین است.
بعد از تسلط عرب‌ها بر ایران، نام پارس به فارس ترجمه شد و نام این استان در کتب قدیم فارسستان نیز گفته‌اند.

### محدوده جغرافیایی
شاهنشاهی ساسانی (ایرانشهر) در نتیجهٔ اصلاحات اداری قباد یکم و خسرو انوشیروان از ۴ کوست (بخش بزرگ) تشکیل شده بود: خوراسان (شرق یا شمال‌شرق: شامل خراسان، قومس، گرگان، ماوراءالنهر، افغانستان)، خوروران (غرب یا جنوب‌غرب: شامل کرمانشاه، کردستان، لرستان، ایلام، بین‌النهرین، آسیای صغیر)، نیمروز یا پارس (جنوب یا جنوب‌شرق: شامل سیستان، کرمان، پارس، خوزستان، اصفهان، بنادر و جزایر خلیج فارس و دریای عمان، سند، مکران) و آدوربادگان (شمال یا شمال‌غرب: شامل آذربایجان، ارمنستان، گرجستان، اران، دیلم، رویان، تپورستان، ری). کوست‌ها گاهی نام سرزمین عمدهٔ خود را می‌گرفتند؛ از همین‌روی کوست شمالی «آدوربادگان» نام گرفت و کوست نیمروز هم گاهی «پارس» خوانده می‌شد.

### ایران
واژهٔ فارس و پارس به سراسر خاک ایران نیز گفته شده است. برداشتی از این واژه را که در زبان انگلیسی از ریشه یونانی گرفته‌اند، در زبان انگلیسی به جای واژهٔ ایران به کار می‌برند و چون این برداشت یعنی پرشیا (به انگلیسی: Persia) در زمان رضاشاه پهلوی در ایران نیز به‌کار می‌رفت، دستوری در به‌کار نگرفتن این واژه صادر شد و قرار بر آن گردید تا در همایش‌های جهانی، سازمان‌های جهانی و دستگاه دیپلماسی دیگر کشورها، همچنین کتاب‌ها و نوشته‌های ایرانی، همه جا واژهٔ ایران به جای پرشیا برای نامیدن این کشور به کار رود.

## قبایل و اقوام

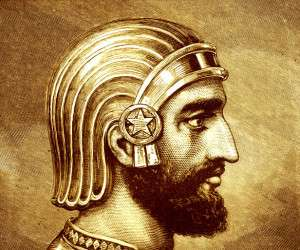
کوروش بزرگ

منابع یونانی قبیله‌های پارسی را به ده طایفه شهرنشین و بدوی تقسیم می‌کند که اسامی آن به این شرح است. پاسارگادیان (pasargadae)، مرفیان (maraphies)، ماسپیان (maspes)، پانتالیان (panthialee)، دروسیان (derousie)، گرمانیان (germanie) و چادرنشین‌ها را با این اسامی اشاره کرده است. دائی‌ها (daens)، ماردها (mardes)، دروپیک‌ها (dropiques)، ساگارتی‌ها (sagarties).

### شکل‌گیری قوم پارس
در پارسی باستان (کتیبه‌های هخامنشی)، پارسه نام یکی از اقوام ایرانی‌تبار مقیم جنوب ایران است که مقر ایشان را نیز پارس نامیده‌اند.
از قوم پارس دو خاندان بزرگ، به شاهنشاهی رسیده‌اند:
- هخامنشیان
- ساسانیان

مُعرب آن فارس است.
در نیمهٔ اول از هزارهٔ اول ق.م. سه قدرت بزرگ در نواحی شمال دجله و فرات با هم رقابت داشتند که از میان آن‌ها ایرانیان توانستند بر دو رقیب دیگر یعنی اورارتو (آرارات) و امپراتوری آشور چیره شوند و شاهنشاهی پهناوری به وجود آورند.
نام این قوم برای اولین بار در سالنامه‌های پادشاهان آشور در شرح لشکرکشی آنان به حدود جبال زاگرس به میان آمده است. آشوریان این قوم را در ۸۴۴ ق.م. شناخته‌اند. با این دلایل قوم پارسی قبلاً در شمال غربی ایران کنونی در مغرب و جنوب غربی دریاچهٔ ارومیه مستقر بوده و سپس به تدریج به جنوب متمایل شده و این انتقال در نتیجهٔ فشار اورارتو و آشور بوده است. این قوم به احتمال قوی در حدود سال ۷۰۰ ق.م. در حدود فارس امروزی جایگزین شدند و مرکز حکومت آن‌ها مطابق نوشتهٔ آشوریان پارسوماش نامیده شد.
پارسیان پس از ورود به این سرزمین تحت ریاست هخامنش حکومت کوچک خود را تشکیل دادند. پس از مرگ هخامنش پسرش چیش پیش پادشاه شهر انشان نامیده شد و رسماً در قلمرو گسترده‌تری به فرمانروایی پرداخت و ایالت تازه‌ای را که پارسه نامیده شد (فارس کنونی) به دیگر متصرفات خود پیوست.

## تاریخچه
مردمان پارسی یکی از اقوام آریایی هستند. قبلاً زبان این قوم زبان پارسی باستان و زبان پارسی میانه بود و هم‌اکنون به زبان پارسی نو و گویش‌های آن صحبت می‌کنند. در زبان پارسی باستان و پارسی میانه قوم «پارسَ» (Pārsa) نام یک از قوم ایرانی اهل ایران است. از این قوم دو خاندان بزرگ هخامنشیان و ساسانیان به شاهنشاهی ایران رسیده‌اند. پس از تشکیل نخستین حکومت پارس هخامنشی، این قوم سرزمین‌های تحت حاکمیت خود را با نام قومی یعنی پارسَ نامیدند. از این رو هم در زبان پارسی و هم در زبان‌های غربی پارس یا پارسَ در کنار کاربر قومی خود به جنوب غربی ایران نخستین محل سکونت پارس‌ها (Persís یا Persés) و همچنین به سرزمین شاهنشاهی هخامنشی (Persia) و حکومت‌های ایرانی آینده اطلاق می‌شود.
واژهٔ پارسَ (پارسی باستان: 𐎱𐎠𐎼𐎿, Pārsa) واژه‌ای است از زبان پارسی باستان که به قوم پارس و سرزمین‌های تحت حاکمیت این قوم گفته می‌شد. این واژه با ورود به زبان پارسی میانه (پارسی میانه: Pʾlsy ,𐭯𐭠𐭫𐭮𐭩 و Pʾʿsy 𐭯𐭠𐭥𐭮𐭩‎) به شکل پارس درآمد و به همان شکل به زبان پارسی نو (لاتین‌نویسی: Pārs) وارد شد.
نام قوم پارس برای اولین بار در سالنامه‌های شلمنسر سوم شاه آشور در شرح لشکرکشی‌اش به حدود کوه‌های زاگرس به میان آمده است. آشوریان این قوم را در ۸۴۴ پ.م. شناخته‌اند. قوم پارس قبلاً در شمال غربی ایران کنونی در مغرب و جنوب غربی دریاچه ارومیه مستقر بوده و سپس به تدریج به جنوب متمایل شده و این انتقال در نتیجهٔ فشار دولت‌های اورارتو و امپراتوری آشور بوده است. این قوم به احتمال قوی در حدود سال ۷۰۰ پ.م. در مغرب کوهستان زاگرس جایگزین شدند و مرکز حکومت آن‌ها مطابق نوشتهٔ آشوریان پارسوماش نامیده شد. کاوش‌های جدید نشان می‌دهد که پارسیان ابتدا در پارس ساکن شده و سپس انشان را تصرف نمودند. پارسیان پس از ورود به این سرزمین تحت ریاست هخامنش حکومت کوچک خود را تشکیل دادند. پس از مرگ هخامنش پسرش چیش‌پیش پادشاه پارس نامیده شد و با تصرف انشان را که به تازگی از قلمروی دولت ایلام تصرف شده بود، رسماً در قلمروی وسیعتری به فرمانروایی پرداخت.
این شخص همان پدر کوروش یکم و آریارمنه است که حکومت را میان دو فرزند خود تقسیم کرد و دو شاخه از خاندان هخامنش به وجود آورد. پادشاهی پارس را به پسرش آریارمنه داد که شاخهٔ آریارمنه به ترتیب پسرش آرشام، نوه‌اش ویشتاسپ و پسر ویشتاسپ یعنی داریوش بزرگ بودند و پادشاهی انشان را که به تازگی از قلمروی دولت ایلام تصرف شده بود را به پسرش کوروش یکم داد. شاخهٔ دوم یعنی نسل کوروش یکم از این شاخه به ترتیب کوروش، پسرش کمبوجیهٔ دوم، کوروش دوم پسر کمبوجیه و معروف به کوروش بزرگ و کمبوجیهٔ دوم فاتح مصر بودند. در زمان هوخشتره شاه بزرگ ماد و فاتح آشور، آریارمنه از پادشاهی پارس برکنار و پادشاهی پارس و انشان همزمان به کمبوجیه یکم رسید.

### دومین پادشاهی قوم پارس
قوم پارس همچنان در این سرزمین زیست می‌کرد، و در حدود پانصد سال پس از سقوط امپراتوری هخامنشی، خاندان دیگری که خود را از نسل داریوش سوم و بازماندهٔ خاندان هخامنشی می‌شمرد، در پارس نیرو گرفت و دومین شاهنشاهی بزرگ قوم پارس را به وجود آورد.
ساسان جد این سلسله در شهر استخر در معبد آناهیتا (ناهید) مقامی ارجمند داشت. پسر او پاپک با دختر یکی از امرای محلی ازدواج کرد و به وسیلهٔ کودتایی قدرت را از دست او گرفت و بعدها مؤسس سلسلهٔ ساسانی شناخته شد و جلوس او(۲۰۸ م) مبدأ تاریخ جدیدی به‌شمار رفت.

### واژه‌شناسی
1. فارس به معنی سوار، یعنی دارنده اسب. ج، فرسان، فوارس. صورت جمع‌اخیر برای وزن فاعل بسیار نادر است زیرا وزن فواعل جمع فاعلة است. (منتهی الارب).
2. شیر بیشه، دلاور،
3. قسمی ذوذوابة است به صورت ماه تمام با یالی چون یال اسب از پس افکنده.
4. خلاف راجل[۲۰]

| ماند صوفی با بنه و خیمهٔ صفاف |  | فارسان راندند تا صف ّ مصاف |

مولوی
| همچنین تا مرد نام‌آور شدی |  | فارس میدان و مرد کارزار |

سعدی